# Ngelo Kulon
Ngelo Kulon is een bestuurslaag in het regentschap Demak van de provincie Midden-Java, Indonesië. Ngelo Kulon telt 2440 inwoners (volkstelling 2010).